# Michaela Dorfmeister
Michaela Dorfmeister (ur. 25 marca 1973 w Wiedniu) – austriacka narciarka alpejska, trzykrotna medalistka olimpijska, czterokrotna medalistka mistrzostw świata oraz zdobywczyni Pucharu Świata.

## Kariera
Pierwszy raz na arenie międzynarodowej Michaela Dorfmeister pojawiła się w 1990 roku, kiedy zajęła siódme miejsce w zjeździe podczas mistrzostw świata juniorów w Zinal. Jeszcze dwukrotnie startowała na imprezach tego cyklu, najlepszy wynik osiągając na mistrzostwach świata juniorów w Mariborze w 1992 roku, gdzie była piąta w zjeździe. W międzyczasie zadebiutowała w zawodach Pucharu Świata, zajmując 26. miejsce w tej samej konkurencji 21 grudnia 1991 roku w Serre Chevalier. Tym samym już w swoim debiucie zdobyła pierwsze punkty. W sezonie 1991/1992 punktowała jeszcze dwukrotnie, zajmując ostatecznie na 103. pozycję. Przez dwa kolejne sezony zajmowała odległe pozycje w klasyfikacji generalnej.
Na podium zawodów pucharowych pierwszy raz stanęła 16 grudnia 1995 roku w St. Anton, gdzie zwyciężyła w zjeździe. Wyprzedziła tam dwie rodaczki: Alexandra Meissnitzer i Elisabeth Görgl. W kolejnych startach wielokrotnie plasowała się w czołowej dziesiątce, w tym już 20 grudnia 1995 roku w Veysonnaz była trzecia w supergigancie. Sezon 1995/1996 ukończyła na dziewiątej pozycji, zajmując także szóste miejsce w klasyfikacji supergiganta, siódme w kombinacji i ósme w klasyfikacji zjazdu. W lutym 1996 roku wzięła udział w mistrzostwach świata w Sierra Nevada, najlepszy wynik osiągając w slalomie gigancie, w którym, była dziewiąta. W dwóch kolejnych sezonach tylko pięć razy znalazła się w czołowej dziesiątce, jednak na podium nie stawała. Sezony te ukończyła w czwartej dziesiątce klasyfikacji końcowej. Na mistrzostwach świata w Sestriere w 1997 roku zajęła między innymi ósme miejsce w supergigancie. W tej samej konkurencji wywalczyła srebrny medal podczas rozgrywanych rok później igrzysk olimpijskich w Nagano. W zawodach tych rozdzieliła na podium Picabo Street z USA i Alexandrę Meissnitzer. Dorfmeister straciła do Amerykanki zaledwie 0,01 sekundy, a jej przewaga nad Meissnitzer wyniosła 0,06 sekundy.
Kolejne medale zdobyła na mistrzostwach świata w Vail w 1999 roku, zaczynając od zajęcia trzeciego miejsca w supergigancie. W zawodach tych całe podium zajęły reprezentantki Austrii: o 0,21 sekundy lepsza była Meissnitzer, a o 0,18 sekundy szybsza okazała się Götschl. Cztery dni później zajęła drugie miejsce w zjeździe, plasując się za Götschl, a przed kolejną Austriaczką, Stefanie Schuster. W zawodach pucharowych siedem razy stawała na podium, w tym odnosząc zwycięstwo w supergigancie 6 marca 1999 roku w Sankt Moritz. W klasyfikacji generalnej sezonu 1998/1999 osiągnęła najlepszy dotychczas wynik, zajmując szóste miejsce. Była także druga za Meissnitzer w klasyfikacji supergiganta oraz trzecia w zjeździe, za Götschl i Meissnitzer. Jeszcze lepsze wyniki osiągnęła w sezonie 1999/2000, w którym na podium stawała dziewięć razy. Odniosła przy tym pięć zwycięstw: 4 grudnia w Serre Chevalier, 9 grudnia w Val d’Isère, 5 stycznia w Mariborze oraz 8 stycznia w Berchtesgaden wygrywała giganty, a 11 lutego 2000 roku w Santa Caterina była najlepsza w supergigancie. W klasyfikacji końcowej zajęła drugie miejsce, ulegając jedynie Götschl. Ponadto zwyciężyła w klasyfikacji giganta, zdobywając pierwszą w karierze Małą Kryształową Kulę.
Swój pierwszy złoty medal wywalczyła podczas rozgrywanych w 2001 roku mistrzostw świata w St. Anton. Okazała się tam najlepsza w zjeździe, wyprzedzając Renate Götschl i Selinę Heregger, był to jednak jej jedyny medal na tej imprezie. W zawodach Pucharu Świata czterokrotnie stawała na podium, w tym zwyciężała w supergigancie 24 listopada w Aspen oraz gigancie 9 grudnia 2000 roku w Sestriere. W klasyfikacji generalnej sezonu 2000/2001 była piąta, a w gigancie zajęła trzecie miejsce za Sonją Nef ze Szwajcarii i Szwedką Anją Pärson. Najlepsze pucharowe wyniki osiągnęła w sezonie 2001/2002, w którym zdobyła Kryształową Kulę. W najlepszej trójce zawodów plasowała się dziesięciokrotnie, z czego pięć razy wygrywała: 27 października w Sölden, 19 stycznia w Berchtesgaden i 31 stycznia w Åre zwyciężała w gigantach, a w dniach 6 i 7 marca 2002 roku w Altenmarkt była najlepsza kolejno w zjeździe i supergigancie. Dorfmeister nie wygrała jednak żadnej klasyfikacji poszczególnych konkurencji, zajmując drugie miejsca w zjeździe, gigancie i kombinacji oraz trzecie w klasyfikacji supergiganta. Z igrzysk olimpijskich w Salt Lake City w 2002 roku wróciła jednak bez medalu. Z czterech startów na tych igrzyskach najbliżej podium była w gigancie, którego ukończyła na czwartej pozycji. Walkę o medal przegrała tam z Sonją Nef o 0,28 sekundy.
Podczas mistrzostw świata w Sankt Moritz w 2003 roku Austriaczka nie obroniła wywalczonego dwa lata wcześniej tytułu mistrzyni świata w zjeździe, zwyciężyła za to w supergigancie. O 0,02 sekundy wyprzedziła tam Kirsten Lee Clark z USA, a o 0,15 sekundy pokonała jej rodaczkę Jonnę Mendes. Na tej samej imprezie była też między innymi czwarta w gigancie, przegrywając walkę o podium z Kanadyjką Allison Forsyth o 0,07 sekundy. W rywalizacji pucharowej odniosła dwa zwycięstwa: 21 grudnia w Lenzerheide i 1 marca 2003 roku w Innsbrucku była najlepsza w zjazdach. Oprócz tego jeszcze czterokrotnie stawała na podium, dzięki czemu sezon 2002/2003 ukończyła na czwartej pozycji. Ponadto Dorfmeister zwyciężyła w klasyfikacji końcowej zjazdu. W kolejnym sezonie po raz pierwszy od pięciu lat nie odniosła żadnego zwycięstwa. Na podium znalazła się osiem razy, pięć razy zajmując drugie miejsce i trzy stając na najniższym stopniu. Ostatecznie była szósta w klasyfikacji generalnej i trzecia w klasyfikacji giganta, za Renate Götschl i Francuzką Carole Montillet.
W lutym 2005 roku wzięła udział w mistrzostwach świata w Bormio. Wystartowała w zjeździe, supergigancie i gigancie, jednak żadnej z tych konkurencji nie ukończyła. W zawodach pucharowych sześć razy stanęła na podium, przy czym tylko raz nie zwyciężyła. W zjeździe wygrywała 6 stycznia w Santa Caterina i 16 stycznia w Cortina d’Ampezzo, a 5 grudnia w Lake Louise, 19 lutego w Åre i 11 marca 2005 roku w Lenzerheide triumfowała w supergigantach. Sezon 2004/2005 ukończyła na piątej pozycji, wygrywając za to klasyfikację supergiganta. Była także trzecia w klasyfikacji zjazdu, w której wyprzedziły ją tylko Götschl oraz Niemka Hilde Gerg. W sezonie 2005/2006 ponownie wygrała klasyfikację supergiganta, zwyciężając ponadto w zjeździe i zajmując trzecie miejsce w klasyfikacji generalnej (za Janicą Kostelić z Chorwacji i Anją Pärson). Na podium stawała aż dwanaście razy, najwięcej w ciągu jednego sezonu w swojej karierze. Odniosła jednocześnie cztery kolejne zwycięstwa: 18 grudnia w Val d’Isère wygrała supergiganta, w dniach 20 i 21 stycznia w Sankt Moritz zwyciężała kolejno w supergigancie i zjeździe, a 3 marca 2006 roku w Kvitfjell ponownie była najlepsza w supergigancie. W połowie marca 2006 roku w Åre po raz ostatni stanęła na podium zawodów PŚ, zajmując drugie miejsce w supergigancie. W lutym 2006 roku wystartowała w zjeździe i supergigancie podczas igrzysk olimpijskich w Turynie, zdobywając złoto w obu konkurencjach. Tym samym została pierwszą w historii narciarką, która podczas jednych igrzysk zwyciężyła w obu konkurencjach szybkościowych.
Dorfmeister wielokrotnie zdobywała medale mistrzostw Austrii, w tym siedem złotych: w supergigancie w latach 1990, 1996 i 1997, gigancie w latach 1995 i 2000 oraz zjeździe i kombinacji w 1996 roku. W latach 2003 i 2006 była wybierana sportsmenką roku w Austrii. Ponadto w latach 1998, 2003 i 2006 roku otrzymywała Odznakę Honorową za Zasługi dla Republiki Austrii.

## Osiągnięcia

### Igrzyska olimpijskie
| Miejsce | Dzień     | Rok  | Miejscowość    | Konkurencja | Czas biegu | Strata | Zwyciężczyni       |
| ------- | --------- | ---- | -------------- | ----------- | ---------- | ------ | ------------------ |
| 2.      | 11 lutego | 1998 | Nagano         | Supergigant | 1:18,02    | +0,01  | Picabo Street      |
| 18.     | 16 lutego | 1998 | Nagano         | Zjazd       | 1:29,89    | +1,28  | Katja Seizinger    |
| DNF2    | 17 lutego | 1998 | Nagano         | Kombinacja  | 2:40,74    | -      | Katja Seizinger    |
| 9.      | 12 lutego | 2002 | Salt Lake City | Zjazd       | 1:39,56    | +1,27  | Carole Montillet   |
| 5.      | 14 lutego | 2002 | Salt Lake City | Kombinacja  | 2:43,28    | +3,57  | Janica Kostelić    |
| 6.      | 17 lutego | 2002 | Salt Lake City | Supergigant | 1:13,59    | +0,49  | Daniela Ceccarelli |
| 4.      | 22 lutego | 2002 | Salt Lake City | Gigant      | 2:30,01    | +1,94  | Janica Kostelić    |
| 1.      | 15 lutego | 2006 | Turyn          | Zjazd       | 1:56,49    | -      | -                  |
| 1.      | 20 lutego | 2006 | Turyn          | Supergigant | 1:32,47    | -      | -                  |

### Mistrzostwa świata
| Miejsce | Dzień       | Rok  | Miejscowość   | Konkurencja | Czas biegu | Strata | Zwyciężczyni          |
| ------- | ----------- | ---- | ------------- | ----------- | ---------- | ------ | --------------------- |
| 29.     | 12 lutego   | 1996 | Sierra Nevada | Supergigant | 1:21,00    | +3,20  | Isolde Kostner        |
| 11.     | 18 lutego   | 1996 | Sierra Nevada | Zjazd       | 1:54,06    | +1,72  | Picabo Street         |
| 12.     | 19 lutego   | 1996 | Sierra Nevada | Kombinacja  | 3:19,68    | +6,10  | Pernilla Wiberg       |
| 9.      | 22 lutego   | 1996 | Sierra Nevada | Gigant      | 2:10,74    | +2,29  | Deborah Compagnoni    |
| 17.     | 9 lutego    | 1997 | Sestriere     | Gigant      | 2:39,19    | +5,50  | Hilary Lindh          |
| 8.      | 11 lutego   | 1997 | Sestriere     | Supergigant | 1:23,50    | +1,03  | Isolde Kostner        |
| 12.     | 15 lutego   | 1997 | Sestriere     | Kombinacja  | 3:03,38    | +5,92  | Renate Götschl        |
| 16.     | 15 lutego   | 1997 | Sestriere     | Zjazd       | 1:41,18    | +2,41  | Hilary Lindh          |
| 3.      | 3 lutego    | 1999 | Vail          | Supergigant | 1:20,53    | +0,21  | Alexandra Meissnitzer |
| 2.      | 7 lutego    | 1999 | Vail          | Zjazd       | 1:48,20    | +0,15  | Isolde Kostner        |
| 6.      | 8 lutego    | 1999 | Vail          | Kombinacja  | 3:08,52    | +2,84  | Pernilla Wiberg       |
| 24.     | 29 stycznia | 2001 | St. Anton     | Supergigant | 1:23,44    | +1,48  | Régine Cavagnoud      |
| 1.      | 6 lutego    | 2001 | St. Anton     | Zjazd       | 1:36,20    | -      | -                     |
| 8.      | 2 lutego    | 2001 | St. Anton     | Kombinacja  | 2:55,65    | +2,92  | Martina Ertl          |
| 1.      | 3 lutego    | 2003 | Sankt Moritz  | Supergigant | 1:27,48    | -      | -                     |
| 12.     | 9 lutego    | 2003 | Sankt Moritz  | Zjazd       | 1:34,30    | +0,79  | Mélanie Turgeon       |
| 4.      | 10 lutego   | 2003 | Sankt Moritz  | Kombinacja  | 2:41,63    | +1,86  | Janica Kostelić       |
| DNF     | 30 stycznia | 2005 | Bormio        | Supergigant | 1:17,64    | -      | Anja Pärson           |
| DNF     | 6 lutego    | 2005 | Bormio        | Zjazd       | 1:39,90    | -      | Janica Kostelić       |
| DNF1    | 8 lutego    | 2005 | Bormio        | Gigant      | 2:13,63    | -      | Anja Pärson           |

### Mistrzostwa świata juniorów
| Miejsce | Dzień       | Rok  | Miejscowość | Konkurencja | Czas biegu | Strata | Zwyciężczyni         |
| ------- | ----------- | ---- | ----------- | ----------- | ---------- | ------ | -------------------- |
| 7.      | 21 marca    | 1990 | Zinal       | Zjazd       | 1:25,48    | +1,23  | Swietłana Gładyszewa |
| 21.     | 8 kwietnia  | 1991 | Geilo       | Supergigant | 1:15,16    | +2,15  | Julie Lunde Hansen   |
| 31.     | 11 kwietnia | 1991 | Geilo       | Zjazd       | 1:08,87    | +1,77  | Céline Dätwyler      |
| 21.     | 14 kwietnia | 1991 | Geilo       | Slalom      | 1:20,21    | +5,59  | Urška Hrovat         |
| 5.      | 25 lutego   | 1992 | Maribor     | Zjazd       | 1:21,68    | +0,75  | Céline Dätwyler      |
| 8.      | 26 lutego   | 1992 | Maribor     | Supergigant | 1:20,66    | +1,48  | Regina Häusl         |
| 10.     | 27 lutego   | 1992 | Maribor     | Gigant      | 1:56,37    | +1,79  | Regina Häusl         |
| 19.     | 29 lutego   | 1992 | Maribor     | Slalom      | 1:17,03    | +4,58  | Urška Hrovat         |
| 7.      | 29 lutego   | 1992 | Maribor     | Kombinacja  | ?          | ?      | Erika Hansson        |

### Puchar Świata

#### Miejsca w klasyfikacji generalnej
- sezon 1991/1992: 103.
- sezon 1992/1993: 117.
- sezon 1993/1994: 95.
- sezon 1994/1995: 18.
- sezon 1995/1996: 9.
- sezon 1996/1997: 39.
- sezon 1997/1998: 33.
- sezon 1998/1999: 6.
- sezon 1999/2000: 2.
- sezon 2000/2001: 5.
- sezon 2001/2002: 1.
- sezon 2002/2003: 4.
- sezon 2003/2004: 6.
- sezon 2004/2005: 4.
- sezon 2005/2006: 3.

#### Zwycięstwa w zawodach
1. St. Anton – 16 grudnia 1995 (zjazd)
2. Sankt Moritz – 6 marca 1999 (supergigant)
3. Serre Chevalier – 4 grudnia 1999 (gigant)
4. Val d’Isère – 9 grudnia 1999 (gigant)
5. Maribor – 5 stycznia 2000 (gigant)
6. Berchtesgaden – 8 stycznia 2000 (gigant)
7. Santa Caterina – 11 lutego 2000 (supergigant)
8. Aspen – 24 listopada 2000 (supergigant)
9. Sestriere – 9 grudnia 2000 (gigant)
10. Sölden – 27 października 2001 (gigant)
11. Berchtesgaden – 19 stycznia 2002 (gigant)
12. Åre – 31 stycznia 2002 (gigant)
13. Altenmarkt – 6 marca 2002 (zjazd)
14. Altenmarkt – 7 marca 2002 (supergigant)
15. Lenzerheide – 21 grudnia 2002 (zjazd)
16. Innsbruck – 1 marca 2003 (zjazd)
17. Lake Louise – 5 grudnia 2004 (supergigant)
18. Santa Caterina – 6 stycznia 2005 (zjazd)
19. Cortina d’Ampezzo – 16 stycznia 2005 (zjazd)
20. Åre – 19 lutego 2005 (supergigant)
21. Lenzerheide – 11 marca 2005 (supergigant)
22. Val d’Isère – 18 grudnia 2005 (supergigant)
23. Sankt Moritz – 20 stycznia 2006 (supergigant)
24. Sankt Moritz – 21 stycznia 2006 (zjazd)
25. Kvitfjell – 3 marca 2006 (supergigant)

- Ogółem 25 zwycięstw (10 supergigantów, 8 gigantów, 7 zjazdów)

#### Pozostałe miejsca na podium
1. Veysonnaz – 20 grudnia 1995 (supergigant) – 3. miejsce
2. Maribor – 2 stycznia 1999 (supergigant) – 3. miejsce
3. St. Anton – 16 stycznia 1999 (supergigant) – 3. miejsce
4. St. Anton – 16 stycznia 1999 (zjazd) – 2. miejsce
5. Cortina d’Ampezzo – 23 stycznia 1999 (supergigant) – 3. miejsce
6. Åre – 27 lutego 1999 (zjazd) – 2. miejsce
7. Sankt Moritz – 5 marca 1999 (zjazd) – 2. miejsce
8. Copper Mountain – 19 listopada 1999 (gigant) – 3. miejsce
9. Innsbruck – 25 lutego 2000 (zjazd) – 3. miejsce
10. Sestriere – 11 marca 2000 (gigant) – 3. miejsce
11. Bormio – 18 marca 2000 (gigant) – 2. miejsce
12. Val d’Isère – 6 grudnia 2000 (supergigant) – 2. miejsce
13. Cortina d’Ampezzo – 21 stycznia 2001 (gigant) – 3. miejsce
14. Lake Louise – 29 listopada 2001 (zjazd) – 2. miejsce
15. Lake Louise – 30 listopada 2001 (zjazd) – 3. miejsce
16. Val d’Isère – 16 grudnia 2001 (gigant) – 3. miejsce
17. Saalbach-Hinterglemm – 12 stycznia 2002 (zjazd) – 3. miejsce
18. Saalbach-Hinterglemm – 13 stycznia 2002 (kombinacja) – 3. miejsce
19. Val d’Isère – 12 grudnia 2002 (gigant) – 3. miejsce
20. Val d’Isère – 13 grudnia 2002 (supergigant) – 3. miejsce
21. Bormio – 4 stycznia 2003 (gigant) – 3. miejsce
22. Cortina d’Ampezzo – 18 stycznia 2003 (zjazd) – 3. miejsce
23. Lake Louise – 6 grudnia 2003 (zjazd) – 2. miejsce
24. Lake Louise – 7 grudnia 2003 (supergigant) – 2. miejsce
25. Megève – 4 stycznia 2004 (supergigant) – 3. miejsce
26. Veysonnaz – 10 stycznia 2004 (zjazd) – 2. miejsce
27. Veysonnaz – 11 stycznia 2004 (supergigant) – 2. miejsce
28. Maribor – 24 stycznia 2004 (gigant) – 2. miejsce
29. Haus – 1 lutego 2004 (supergigant) – 3. miejsce
30. Sestriere – 11 marca 2004 (supergigant) – 3. miejsce
31. San Sicario – 25 lutego 2005 (supergigant) – 3. miejsce
32. Lake Louise – 2 grudnia 2005 (zjazd) – 2. miejsce
33. Lake Louise – 3 grudnia 2005 (zjazd) – 3. miejsce
34. Lake Louise – 4 grudnia 2005 (supergigant) – 3. miejsce
35. Aspen – 9 grudnia 2005 (supergigant) – 2. miejsce
36. Bad Kleinkirchheim – 13 stycznia 2006 (zjazd) – 2. miejsce
37. Bad Kleinkirchheim – 14 stycznia 2006 (zjazd) – 3. miejsce
38. Bad Kleinkirchheim – 15 stycznia 2006 (supergigant) – 2. miejsce
39. Åre – 16 marca 2006 (supergigant) – 2. miejsce